# Franz-Franz
Franz-Franz je přírodní rezervace poblíž obce Dolní Moravice v okrese Bruntál. Důvodem ochrany je pozůstatek porostu pralesovitého typu se zvláště chráněnými druhy fauny. Nachází se zde například zimoviště vrápence malého (Rhinolophus hipposideros).